# III. Vilmos normandiai herceg
III. (Adelin/Atheling) Vilmos (1103. augusztus 5. – 1120. november 25.) normandiai herceg 1106-tól haláláig, egyúttal Anglia trónörököse, aki végül atyja előtt halt meg.

## Élete
Vilmos I. Henrik angol király egyetlen törvényes fiaként született. Bebörtönzött nagybátyját, II. Róbert normandiai herceget követte Normandia élén. Az Atheling név az angol trónörökös voltára utal. Édesapja több sikeres ütközetet vívott meg Normandiában, és 1115-ben arra kényszerítette a normann bárókat, hogy hűségesküt tegyenek fia számára. 1119-ben Henrik Gisors-ban magával II. Kallixtusz pápával találkozott. A pápa elismerte II. Róbert bebörtönöztetésének, és Vilmos Adelin öröklésének jogosságát – kizárva ugyanakkor az öröklésből Róbert fiát, a francia király által támogatott Clito Vilmost. Ám végül másként alakultak a dolgok: 1120. november 25-én a Vilmost (és számos törvénytelen féltestvérét, grófot és bárót) szállító hajó elsüllyedt Barfleur közelében, így Henrik örökös nélkül maradt, és halála után anarchia tört ki Normandiában és Angliában.